# 7.ª División Aérea (Japón)
La 7.ª División  (第51師団 Dai 7 Hikō Shidan?) fue una fuerza terrestre de aviación del Ejército Imperial Japonés. La división se formó el 29 de enero de 1943 en las Indias Orientales Neerlandesas como parte del Ejército Japonés del Área VIII. Fue incorporado en el 4.º Ejército del Aire acuartelado en Rabaul el 28 de julio de 1943. La división desplazó su jefatura a Wewak en junio de 1943. La división fue disuelta el 24 de julio de 1945.

## Comandantes
- Tte. General Einosuke Sudō (29 de enero de 1943 – 1 de febrero de 1945)[1]
- Tte. General Chōji Shirokane (1 de febrero de 1945 – 16 de julio de 1945)[1]